# Якутская Википедия
Яку́тская Википе́дия либо Саха Википедия (якут. Сахалыы Бикипиэдьийэ) — раздел Википедии на якутском языке.
Открылась 26 мая 2008 года. Содержит 17 649 статей.

## История
В 2006 году на якутских форумах начала обсуждаться возможность создания Википедии на якутском языке. Шёл поиск потенциальных инициаторов. Толчком к принятию решения послужил телефонный разговор с якутским общественным деятелем, писателем и учёным, проживающим в Париже Григорием Томским.
21 декабря 2006 года по просьбе Николая Павлова бюрократ Русской Википедии Максим Вотяков Maximaximax подал заявку в Фонд Викимедиа на открытие раздела. В тот же день создана первая страничка в Викимедиа Инкубаторе с одним предложением: Here will be created a test wiki for Sakha language.
26 декабря того же года Участник Kyraha написал на заглавной странице тестового проекта вводную информацию на языке саха.
8 января 2007 года была создана первая статья в Инкубаторе. Она весила 129 байт и состояла из двух предложений.
После этого начался перевод вики-интерфейса на язык саха. Структуру первой заглавной страницы разработал Александр Сигачёв. Первые образцовые статьи, с использованием вики-разметки и иллюстраций, написаны участницей Keteris. Методическую поддержку оказывали участники самых разных Википедий (например, осетинской, удмуртской).
В июле того же года главный редактор самой популярной газеты на якутском языке «Кыым» В. Степанов берёт интервью у якутского википедиста.
27 сентября того же года инициатор Саха Википедии Николай Павлов и директор фирмы «СахаИнтернет» Арсен Томский выступили на II Конгрессе народа Саха с совместным докладом с призывом обратить внимание на саха-сегмент Интернета и рассказали о первых шагах раздела.
В октябре того же года в журнале Регионального отделения РАЕН «Проблемы развития Арктики и регионов Севера» Арктическая идея/Arktic Idea на английском и русском языках выходит статья Николая Павлова «Саха Википедия: расширение сферы применения родного языка / Sakha Wikipedia: Enlargement Sphere of the Native Language»,
К тому времени на язык саха было переведено около 1800 слов и выражений вики-движка.
2 ноября того же года выходит первый пресс-релиз.
15 ноября того же года на российском сервисе Subscribe.ru выходит первый выпуск Архивная копия от 4 марта 2016 на Wayback Machine почтовой рассылки «Саха Википедия сонуннара (ырытыылар, суругунан кэпсэтии)» (Новости Саха Википедии).
18 мая 2008 года Языковой комитет Фонда утвердил проект.
26 мая того же года статьи из Инкубатора перенесены на основную хостинг-площадку.
31 мая — 7 июня того же года были проведены первые выборы — выборы администратора. 8 июня соответствующие права присвоены.
В июле 2008 года раздел участвует в работе Международной конференции «Языковое и культурное разнообразие в киберпространстве», проведённой по эгидой ЮНЕСКО.
13 июля — 20 июля того же годы были проведены выборы первого бюрократа.
1 января 2009 года в проекте появилась 1000-я статья.
10 октября 2009 года в Саха Википедии преодолена отметка в 5000 статей. Юбилейной оказалась статья о Мустафе Кемале Ататюрке, созданная участником Timir2 в 13:39 по якутскому времени.
23 октября 2009 года в самой тиражной газете РС(Я) «Якутск вечерний» выходит интервью якутских википедистов TumatUola и HalanTul.
9 ноября 2009 года о положительной динамике развития Саха Википедии пишет в своём блоге известный популяризатор Википедии из Нидерландов, член языкового комитета Викимедиа GerardM Архивная копия от 30 ноября 2009 на Wayback Machine.
В 2010 года был создан первый википроект — Бырайыак: Көмпүүтэр оонньуулара (с якут. — «Проект:Компьютерные игры»). Примером и основой послужил аналогичный проект русской Википедии.
13 февраля 2011 года языковой комитет Фонда Викимедиа после трёх лет работы в «инкубаторном режиме» одобрил Саха Викитеку, второй проект на языке. 20 марта открылся доступ к домену sah.wikisource.org
В апреле того же года бюрократ раздела принял участие в работе конференции «Языки меньшинств в компьютерных технологиях: опыт, задачи и перспективы», г. Йошкар-Ола.
В июле того же года несколько викимедистов приняли участие во II Международной конференции «Языковое и культурное разнообразие в киберпространстве» Архивная копия от 7 марта 2016 на Wayback Machine, организованной в Якутске Российским комитетом Программы ЮНЕСКО «Информация для всех».
В конце декабря того же года проведён новогодний конкурс. Победителем стал участник из Якутска Yurdel.

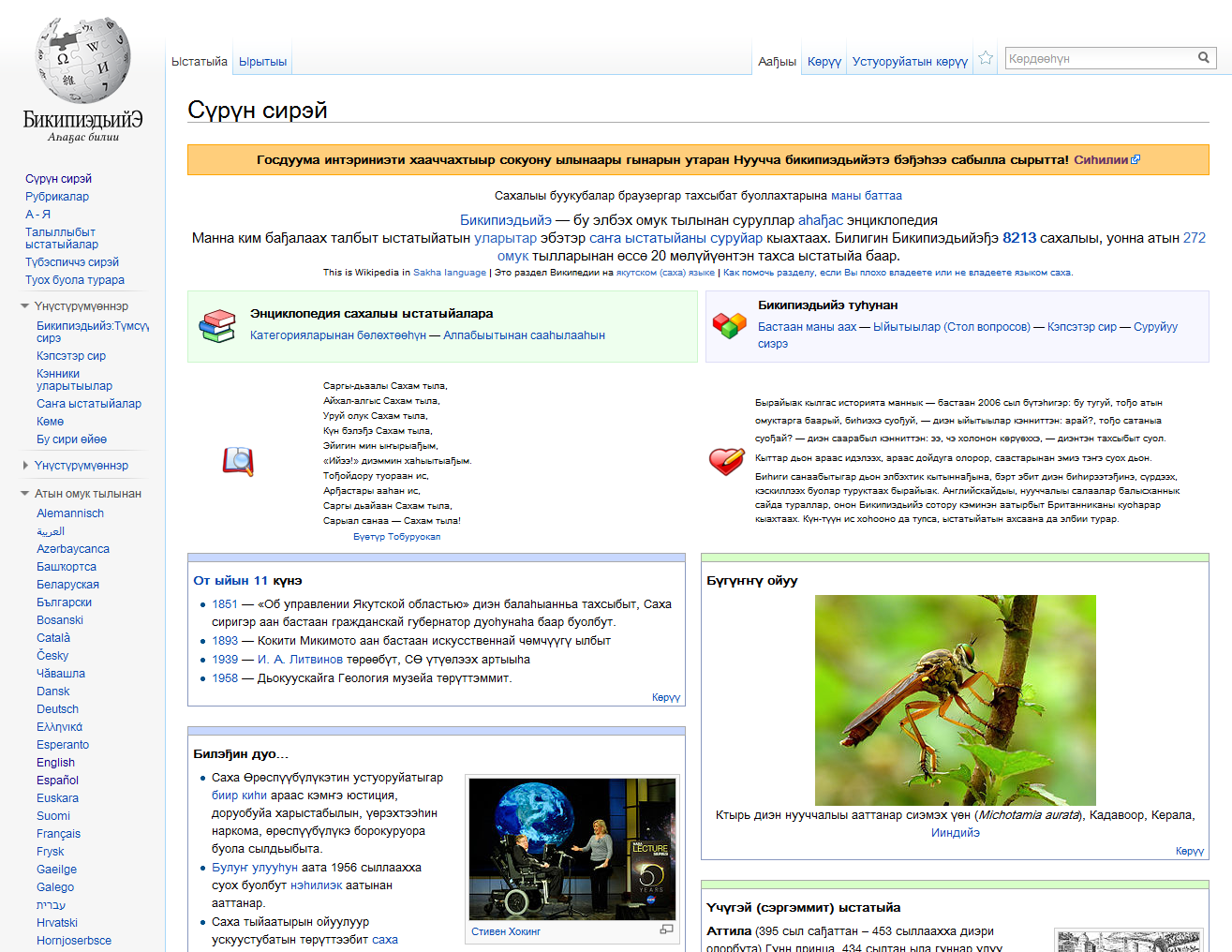
Внешний вид Якутской Википедии 11 июля 2012 года.

В апреле 2012 года участники Якутской Википедии приняли участие на конференции тюркских викимедистов Turkic Wikimedia Conference 2012 Архивная копия от 26 июня 2012 на Wayback Machine в Алмате, Казахстан.
6-8 июня 2012 года по приглашению якутской стороны на IV российскую конференцию «Информационные технологии в науке, образовании и экономике» в Якутск приезжал член Языкового комитета и программист Фонда Викимедиа А. Э. Аарони. Амир выступил на пленарном заседании с докладом «Полноценная современная жизнь в сети Интернет на любом языке — это легче, чем кажется», а также провёл три семинара на тему вики-разметки, перевода интерфейса вики-движка и разработки мобильных приложений. Помимо этого, он встречался с представителями ряда ИТ-сообществ, должностных лиц профильных организаций, дал несколько интервью средствам массовой информации.
11 июля 2012 года якутская Википедия поддержала протест Русской Википедии против Законопроекта № 89417-6, который предполагал введение цензуры в Рунете, разместив баннер на главной странице (см. скриншот).
В мае 2013 года проект отметил 5 лет со дня получения домена. В рамках празднования проведены круглые столы в постоянном представительстве Республики Саха при президенте РФ (г. Москва) и в постпредстве в Санкт-Петербурге для студентов-якутян и при непосредственном участии руководства НП Викимедиа РУ, участников башкирской и осетинской Википедий.
В октябре 2013 года участник проекта выступил на вики-конференции в Смоленске с докладом на тему перспектив развития вики-проектов на региональных языках РФ.
24 декабря 2013 года начался двухнедельный новогодний вики-марафон. Тема: Экономика и финансы.
5 января 2014 года в рамках вики-марафона написана 10-тысячная статья в Саха википедии. Ею стала статья о песне известной группы «ABBA».
15 января 2014 года в проекте отметили годовщину образования Википедии. Администратор проекта дал интервью саха и русскоязычным редакциям Радио Саха. Вечером принял участие в прямом эфире радиопередачи «Биһирэм тыл» (о культуре речи).
16 января того же года подведены итоги новогоднего вики-марафона.
С 15 сентября по 15 ноября 2015 года проводился конкурс на написание статей про известных людей — уроженцев наслегов и улусов республики. Соорганизатор — Ассоциация молодых учёных и специалистов «Сайдыс».
В течение ноября того же года раздел участвовал в вики-марафоне «Месяц Азии». В течение года викимедисты проекта участвовали с докладами в праздновании 10-летия Башкирской Википедии в Уфе и в XI русскоязычной вики-конференции в Костроме, весной организовали сахаязычный вариант общероссийского вики-марафона на тему социального предпринимательства.
В течение ноября 2016 года раздел участвовал в очередном вики-марафоне «Месяц Азии».
Совместно с кафедрой стилистики якутского языка и русско-якутского перевода СВФУ в ноябре начался конкурс статей для новичков из числа студентов СВФУ, итоги должны быть подведены 13 февраля 2017 года. Цель — привлечь внимание студентов к сахаязычным ресурсам в сети и ознакомить их с азами добровольческой деятельности.

## Статистика
По состоянию на 16 июля 2025 года якутский раздел Википедии содержит 17 649 статей. Зарегистрировано 27 202 участника, из них 31 совершили какое-либо действие за последние 30 дней, а 4 участника имеют статус администратора. Общее число правок составляет 418 535.

## Проблемы
Развитие якутской Википедии лимитируется довольно малым количеством активных редакторов и координаторов. Отчасти это, вероятно, обусловлено недостаточным проникновением интернета в сёла из-за малой плотности населения в Якутии и отчасти — доступностью информации, обычно более подробной, на понятном якутам русском языке.
Вследствие этого до сих пор навигация внутри якутского раздела Википедии затруднительна, не разработан полноценный справочный раздел, не созданы некоторые служебные разделы. Существуют также неоднозначные подходы к категорированию и использованию некоторых терминов.
Вместе с тем коэффициент числа статей (без учёта их объёма) по отношению к числу носителей языка достаточно высок (на середину января 2015 составлял 21, то есть был примерно равен индексу англоязычного раздела).